# Dahlmannhöhle
Die Dahlmannhöhle ist eine Fluss-Höhle im mitteldevonischen Massenkalk bei Balve. Sie befindet sich im Osthang des Hönnetals zwischen den Balver Ortsteilen Volkringhausen und Sanssouci.
Die Höhle ist 31 Meter lang. Im hinteren Bereich wird sie immer enger und steigt leicht an. Der Eingangsbereich hat eine Breite von 1,80 Meter und eine Höhe von 1,20 Meter. Das Höhleninnere zeigt Wasserauswaschungen aus vergangenen Zeiten, keine Tropfsteine und geringe Versinterungen. Geringe Funde aus der vorrömischen Eisenzeit deuten auf eine Besiedlung hin.
Heimatforscher Beck beschrieb im Dezember 1951 einen Fund mit „schlichter Rand einer Schale, Kern grau-schwarz, grob mit Kalkspat gemagert, außen und innen grau-braun, in waagerechten Strichen geglättet“.
Die Höhle befindet sich im Besitz der Rheinisch-Westfälischen Kalkwerke und wurde am 12. Dezember 1991 als Bodendenkmal unter Schutz gestellt. Sie ist für die Öffentlichkeit nicht zugänglich.